# Liphistius thoranie
Liphistius thoranie SCHWENDINGER, 1996  è un ragno appartenente al genere Liphistius della famiglia Liphistiidae.
Il nome del genere deriva dalla radice prefissoide greca λιπ-, lip-, abbreviazione di λιπαρός, liparòs cioè  unto, grasso, e dal sostantivo greco ἱστίον, istìon, cioè  telo, velo, ad indicare la struttura della tela che costruisce intorno all'apertura del cunicolo.

## Caratteristiche
Ragno primitivo appartenente al sottordine Mesothelae: non possiede ghiandole velenifere, ma i suoi cheliceri possono infliggere morsi piuttosto dolorosi

## Distribuzione
Rinvenuta nella Thailandia nordorientale.